# Agylla subochracea
Agylla subochracea là một loài bướm đêm thuộc phân họ Arctiinae, họ Erebidae.